# شک‌گرایی اخلاقی
شک‌گرایی اخلاقی (به انگلیسی:Moral skepticism یا moral scepticism در انگلیسی بریتانیایی) طبقه‌ای از نظریه‌های فرااخلاقی است که همه زیرمجموعه‌های آن این نتیجه اخلاقی را دارند «که هیچ‌کس دانش اخلاقی ندارد». بسیاری از شک‌گرایان اخلاقی نیز ادعای قوی‌تر و منطق موجهاتی دارند که در آن دانش اخلاقی غیرممکن است. شک‌گرایان اخلاقی به ویژه با واقع‌گرایی اخلاقی (این دیدگاه که حقایق اخلاقی قابل شناخت و عینی وجود دارند) مخالف هستند.
برخی از مدافعان شک‌گرایی اخلاقی عبارتند از: انیسیدموس ، سکستوس امپریکوس، دیوید هیوم، جی. ال. مکی (۱۹۷۷)، ماکس اشتیرنر، فردریش نیچه، ریچارد جویس (۲۰۰۱)، مایکل روس، جاشوا گرین، ریچارد گارنر، والتر سینوت-آرمسترانگ (۲۰۰۰۶) و جیمز فلین.
گیلبرت هارمن (۱۹۷۵) به نفع نوعی نسبی‌گرایی اخلاقی استدلال می‌کند، نه شک‌گرایی اخلاقی. با این حال، او بر برخی از شکاکان اخلاقی معاصر تأثیر گذاشته‌است.

## انواع شک‌گرایی اخلاقی
شک‌گرایی اخلاقی به سه زیرطبقه تقسیم می‌شود: نظریه خطای اخلاقی (یا هیچ‌انگاری اخلاقی)، شک‌گرایی اخلاقی معرفت‌شناختانه و ناشناخت‌گرایی. هر سه این نظریه‌ها به نتایج یکسانی می‌رسند که عبارتند از:
(الف) ما هرگز توجیه نمی‌شویم که ادعاهای اخلاقی (ادعاهایی مانند: «وضعیت x (از نظر اخلاقی) خوب است» «عمل y از نظر اخلاقی واجب است» و غیره) درست هستند، و علاوه بر این،
(ب) ما هرگز نمی‌دانیم که هر ادعای اخلاقی درست است.
با این حال، هر روش با یک مسیر متفاوت به (الف) و (ب) می‌رسد.
نظریه خطای اخلاقی معتقد است که ما نمی‌دانیم که هر ادعای اخلاقی درست است زیرا
(i) همه ادعاهای اخلاقی نادرست هستند،
(ii) دلیلی داریم که باور کنیم همه ادعاهای اخلاقی نادرست هستند، و
(iii) از آنجایی که ما در باور هر ادعایی که دلیلی برای انکار آن داریم موجه نیستیم، در باور هیچ ادعای اخلاقی موجه نیستیم.
شک‌گرایی اخلاقی معرفت‌شناختانه، زیرمجموعه‌ای از نظریه‌ای است که اعضای آن شامل شک‌گرایی اخلاقی مکتب پیرهونی و شک‌گرایی اخلاقی جزمی است. همه اعضای شک‌گرایی اخلاقی معرفت‌شناختانه در دو چیز مشترک هستند: ۱-آنها تصدیق می‌کنند که ما در باور هر ادعای اخلاقی موجه نیستیم، ۲- و آنها نسبت به درست بودن (i) ندانم‌گرا هستند. (یعنی در مورد اینکه آیا همه ادعاهای اخلاقی نادرست هستند یا خیر)